# Ogava Siho
Ogava Siho (小川 志保; Hepburn: Ogawa Shiho) (Ibaraki prefektúra, 1988. december 26. –) japán válogatott labdarúgó.

## Klub
A labdarúgást a JEF United Chiba csapatában kezdte. 2010-ben az INAC Kobe Leonessa csapatához szerződött. 2012-ben a JEF United Chiba csapatához szerződött. 2014-ben a Iga FC Kunoichi csapatához szerződött.

## Nemzeti válogatott
2013-ban debütált a japán válogatottban. A japán válogatottban 3 mérkőzést játszott.

## Statisztika
| Japán válogatott | Japán válogatott | Japán válogatott |
| Időszak          | Mérk.            | gól              |
| ---------------- | ---------------- | ---------------- |
| 2013             | 3                | 0                |
| Összesen         | 3                | 0                |

## Sikerei, díjai
Klub
- Japán bajnokság: 2011